# Piccolo Pluto
Piccolo Pluto (Pluto Junior) è un film del 1942 diretto da Clyde Geronimi. È un cortometraggio animato della serie Pluto, prodotto dalla Walt Disney Productions e uscito negli Stati Uniti il 28 febbraio 1942, distribuito dalla RKO Radio Pictures. A partire dagli anni novanta è più noto come Il piccolo Pluto. Nel maggio 1998 fu inserito nel film di montaggio direct-to-video I capolavori di Pluto.

## Trama
Mentre Pluto dorme, l'esuberanza di suo figlio Junior (uno dei cuccioli apparsi in La famiglia Pluto) lo disturba continuamente. In seguito il cagnolino si mette a inseguire prima un bruco e poi un uccello. Inseguendo l'uccello si ritrova bloccato in un calzino sospeso su una fune per la biancheria. Il piccolo chiede subito aiuto al padre, che si precipita a salvarlo, ma anche lo stesso Pluto rischia stesso di cadere. Alla fine, con un potente starnuto del padre, tutti e due cadono dalla fune, atterrando però sani e salvi nella tinozza della biancheria piena d'acqua e sapone.

## Distribuzione

### Edizioni home video

#### VHS
- Serie oro - Pluto (ottobre 1985,[2] riedita come Topolino video club - Pluto nell'ottobre 1989)[3]
- Le nuove avventure di Pluto (settembre 1986)[4]
- VideoParade vol. 11 (ottobre 1993)[5]

#### DVD
Il cortometraggio è incluso nel DVD Walt Disney Treasures: Pluto, la collezione completa - Vol. 1.

#### Blu-ray Disc
Il cortometraggio è incluso, come contenuto speciale, nell'edizione BD di Lilli e il vagabondo II - Il cucciolo ribelle.